# Nikolai Wjatscheslawowitsch Rastorgujew

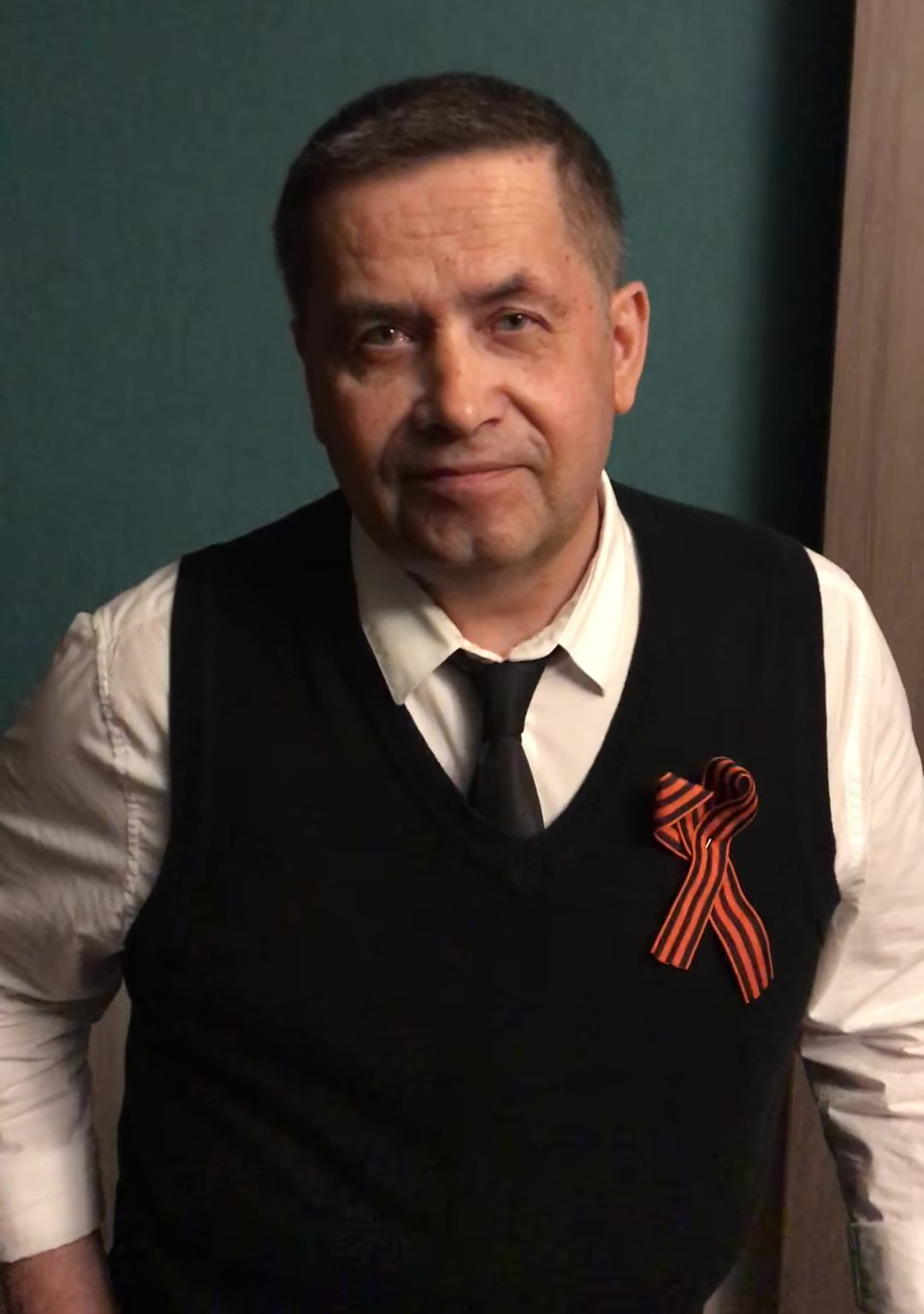
Nikolai Rastorgujew im Juni 2017

Nikolai Wjatscheslawowitsch Rastorgujew (russisch Николай Вячеславович Расторгуев, wiss. Transliteration Nikolaj Vjačeslavovič Rastorguev; * 21. Februar 1957 in Bykowo, Oblast Moskau, Russische SFSR, Sowjetunion) ist ein russischer Sänger, Musiker, Schauspieler und Politiker. Er ist Bandleader der Folk-Rock Band Ljube, einer der bekanntesten Musikformationen Russlands. Für diese Tätigkeit wurde Rastorgujew 2002 als Volkskünstler der Russischen Föderation ausgezeichnet. Seit 2010 ist er parallel zu seiner Musikkarriere Abgeordneter der Partei Einiges Russland in der Staatsduma der Region Stawropol.
Seit dem 6. Oktober 2022 steht Rastorgujew wegen der Unterstützung des russischen Angriffskrieges gegen die Ukraine unter Sanktionen der Europäischen Union.

## Diskografie
Neben seiner Tätigkeit als Sänger der Gruppe Ljube arbeitet Nikolai Rastorgujew auch als Solokünstler.
| Erscheinungsjahr | Originaltitel        | Transkribierter Titel      | Übersetzung/Anmerkungen |
| ---------------- | -------------------- | -------------------------- | ----------------------- |
| 1996             | Четыре ночи в Москве | Tschetyre notschi w Moskwe | Vier Nächte in Moskau   |
| 2007             | Birthday (With Love) | Birthday (With Love)       | Geburtstag (Mit Liebe)  |

## Filmografie

### Spielfilme
| Erscheinungsjahr | Originaltitel            | Transkribierter Titel    | Übersetzung/Anmerkungen         |
| ---------------- | ------------------------ | ------------------------ | ------------------------------- |
| 1985             | Витражных дел мастер     | Witraschnych del master  | Buntglashersteller              |
| 1994             | Зона Любэ                | Sona Ljube               | Zone Ljube                      |
| 1996             | Старые песни о главном 1 | Starye pesni o glawnom 1 | Alte Lieder über das Wichtige 1 |
| 1997             | Старые песни о главном 2 | Starye pesni o glawnom 2 | Alte Lieder über das Wichtige 2 |
| 1997             | Старые песни о главном 3 | Starye pesni o glawnom 3 | Alte Lieder über das Wichtige 3 |
| 1998             | На бойком месте          | Na boikom meste          | An einem belebten Ort           |
| 2000             | Чек                      | Tschek                   | Der Scheck                      |
| 2000             | Я вспоминаю              | Ja wspominaju            | Ich erinnere mich               |
| 2001             | Женское счастье          | Schenskoe stschastje     | Frauen-Glück                    |
| 2011             | Первая осень войны       | Perwaja osen woiny       | Der erste Herbst des Krieges    |
| 2014             | Деньги                   | Dengi                    | Geld                            |

### Fernsehserien
| Erscheinungsjahr | Originaltitel    | Transkribierter Titel | Übersetzung/Anmerkungen |
| ---------------- | ---------------- | --------------------- | ----------------------- |
| 2003             | Полосатое лето   | Polosatoe leto        | Gestreifter Sommer      |
| 2015             | Людмила Гурченко | Ljudmila Gurtschenko  | Ljudmila Gurtschenko    |

## Auszeichnungen und Ehrungen
- 1997: Verdienter Volkskünstler der Russischen Föderation
- 2002: Volkskünstler der Russischen Föderation
- 2006: Auszeichnung des FSB in der Kategorie Musik und Kunst
- 2007: Verdienstorden für das Vaterland IV. Klasse[3]
- 2012: Orden der Ehre
- 2014: Verdienter Künstler Karatschai-Tscherkessiens